# Doris (U-Boot, 1928)
Die Doris (Kennung: Q 135) war ein französisches U-Boot der Circé-Klasse, das auf Seite der Alliierten im Zweiten Weltkrieg eingesetzt wurde. Das Boot wurde am 9. Mai 1940 vom deutschen U-Boot U 9 versenkt. Das Wrack des Bootes wurde 2003 von niederländischen Tauchern entdeckt.

## Das Boot
Die Doris war bei Beginn des Zweiten Weltkriegs bereits veraltet und in schlechtem Zustand. Der Entwurf der Circé-Klasse stammte aus dem Jahr 1923. Die Doris selbst wurde wie ihre Schwesterschiffe Thétis, Circé und Calypso bei der Werft Chantiers Schneider et Cie in Chalon-sur-Saône gebaut und lief dort am 27. November 1927 vom Stapel. Die militärische Karriere des Bootes bis zum Zweiten Weltkrieg verlief ohne Höhepunkte.
Bei Beginn des Zweiten Weltkriegs gehörte das Boot zur 10. französischen U-Boot-Flottille, die im April 1940 zur Verstärkung der Royal Navy nach Großbritannien verlegt wurde. Doris selbst durchquerte den Kanal am 14. April zusammen mit ihrem Schwesterboot Circé und dem U-Boot Orphée. Auf der Fahrt erlitt das Boot einen fatalen Schaden: Der Antrieb des Hauptkompressors fraß sich fest. Durch diesen Schaden war das Boot nicht mehr in der Lage, Druckluft zu erzeugen, die es zum Auftauchen nach einem Tauchgang benötigte. Das Boot erreichte seine neue Heimatbasis Harwich mit nur einer funktionsfähigen Maschine. Eine Reparatur der Maschine in Harwich war nicht möglich, selbst in Frankreich war kein Ersatzteil zu beschaffen. Da 1927 die kompaktesten Dieselmotoren in Deutschland gebaut wurden, hatte die Werft seinerzeit die Motoren in Deutschland gekauft.

## Die letzte Fahrt
Am 6. Mai 1940 wurde der Besatzung der Doris mitgeteilt, dass das Boot gemeinsam mit mehreren anderen französischen und britischen U-Booten eine Patrouille in die Nordsee nördlich der friesischen Inseln unternehmen sollte, obwohl das Boot aufgrund des defekten Motors nur halbe Fahrt machen konnte, und zwar abtauchen, nicht aber wieder auftauchen konnte. Der Kommandant teilte der Besatzung mit, dass man von dem Einsatz wahrscheinlich nicht mehr zurückkommen würde, und stellte der Besatzung frei, an dem Einsatz teilzunehmen. Die Mannschaft entschied sich geschlossen, die Fahrt zu wagen. Am Morgen des 8. Mai 1940, nachdem die Besatzung letzte Briefe an ihre Verwandten geschrieben hatte, lief die Doris zusammen mit fünf britischen und sechs französischen U-Booten aus. Neben der regulären französischen Besatzung befanden sich drei britische Seeleute an Bord, um die Verständigungsfähigkeit mit den britischen Schiffen sicherzustellen. Vor der holländischen Küste wurde die Gruppe von U 9 unter Befehl des Oberleutnants zur See Wolfgang Lüth entdeckt, der ihnen unbemerkt folgte. Gegen 1:00 Uhr morgens am 9. Mai manöverierte Lüth sein Boot in Angriffsposition gegen die Doris, die langsam fahrend und bei Vollmond in einer klaren Nacht ein einfaches Ziel bot. Lüth ließ zwei Torpedos abschießen, nach dem Kriegstagebuch von U 9 explodierte die Doris in einem riesigen Feuerball.
Niemand von der Besatzung der Doris überlebte die Versenkung.

## Die Wiederentdeckung derDoris
2003 erkundeten die beiden niederländischen Taucher Ton van der Sluijs und Hans van Leeuwen ein unbekanntes Unterwasserhindernis, das in Seekarten auf der Position 52° 47′ 36″ N, 3° 39′ 16″ O eingezeichnet war. Es stellte sich als Wrack eines Unterseebootes heraus, das sie anhand von beschrifteten Maschinenteilen als die Doris identifizierten. Die beiden Taucher erkundeten unter Geheimhaltung der Koordinaten das Wrack und brachten eine Plakette an, bevor sie die französischen und niederländischen Behörden über den Fund informierten. Im Dezember 2003 überprüfte die französische Marine die Identifizierung und barg das Bordgeschütz, das jetzt als Denkmal in Brest aufgestellt ist. Die beiden Entdecker des Wracks wurden vom französischen Staat mit einem Orden ausgezeichnet.